# Mélanie Laurent
Mélanie Anné Laurent(Paris, 21 de fevereiro de 1983) é cantora, atriz e diretora francesa, nasceu em Paris, França. Ela é filha de Annick, professora de balé, e Pierre, comediante de voz, mais conhecido pela versão francesa de Os Simpsons. Em 1998, Laurent visitou o platô de Asterix e Obelix contra César com um amigo quando atraiu a atenção de Gerard Depardieu. Ele ofereceu-lhe um papel em seu próximo filme - Uma ponte entre duas margens. Ela desempenhou apenas um pequeno papel, mas isso foi suficiente para aumentar o interesse de Melanie em atuar. Após sua primeira apresentação, sua carreira cresceu e, em 2009, ela estreou em Hollywood nos Bastardos Inglórios de Quentin Tarantino.

## Carreira
Mélanie Laurent nasceu em Paris, filha de Annick, uma bailarina, e Pierre Laurent, um dublador francês. Mélanie é judia, tendo ascendentes Asquenazes (Judeus Poloneses), Mizrahim e Sefarditas (Judeus Tunisianos). Seu avô sobreviveu à deportação nazista.
Sua carreira começou quando o ator Gérard Depardieu, vendo-a assistir a atuação de um amigo de seu pai no set de Astérix e Obélix contra César, perguntou-a se ela gostaria de atuar em filmes. Mélanie respondeu: "Por que não?" e na outra semana um assistente do ator a chamou. Depardieu deu a ela um papel no filme Un pont entre deux rives, estrelado e co-dirigido por ele.

## Filmografia
- 1999: Un pont entre deux rives
- 2001: Ceci est mon corps
- 2002: Embrassez qui vous voudrez
- 2003: Snowboarder
- 2004: Rice Rhapsody
- 2004: Le Dernier jour
- 2004: Une vie à t'attendre
- 2005: De battre mon cœur s'est arrêté
- 2006: Dikkenek
- 2006: Je vais bien, ne t'en fais pas
- 2006: Indigènes
- 2007: La Chambre des morts
- 2007: Le Tueur
- 2008: Paris
- 2009: C'est toujours mieux quand on sourit sur une photo
- 2009: L'Amour caché
- 2009: Le Mytho
- 2009: Inglourious Basterds
- 2009: Jamais d'autre que toi
- 2009 Cendrillon
- 2009: La Rafle
- 2009: Jusqu'à toi, Jack & Chloe Um Amor Por Acaso
- 2010: Le Concert
- 2011: Beginners
- 2011: Requiem pour une tueuse
- 2011: Et soudain tout le monde me manque
- 2011: Les adoptés
- 2013: Night Train to Lisbon
- 2013: Epic
- 2013: Now You See Me
- 2013: Enemy
- 2014: Cry/Fly
- 2015: By The Sea
- 2014: Éternité
- 2016: Mon nom à Pigalle
- 2016: Mike
- 2018: Operation Finale
- 2018: Le retour du héros
- 2018: A menina e o Leão
- 2019: 6 Underground
- 2023: Mistério em Paris

## Como diretora
- 2008: De moins en moins
- 2008: X Femmes
- 2011: The Adopted
- 2012: Surpêche
- 2014: Respire
- 2015: Demain
- 2016: Plonger

## Discografia
- 2011: En t'Attendant
- 2009: Jusqu'à toi

## Prêmios
- 2006: Prêmio Romy Schneider
- 2007 César : Atriz Mais Promissora

## Imagens
|  |  |  |  |